# Zalha
Zalha es una comuna ubicada en el distrito de Sălaj, Rumania.

## Superficie
Posee una superficie de 51,10 kilómetros cuadrados.

## Demografía
Hasta 2021 la población era de 767 habitantes, con una densidad de población de 15,01 habitantes por kilómetro cuadrado.